# 宁乡县第十高级中学
宁乡县第十高级中学，位于湖南省长沙市宁乡县巷子口镇，为宁乡县高级中学之一。

## 历史
1956年，中共宁乡县人民政府在巷子口镇成立了宁乡县第十高级中学，并一直延续至今。

## 知名校友
- 余合泉（长沙市人大常委会主任）
- 汤细英（湖南省经济信息中心主任）
- 易凤葵（长沙市委副秘书长）
- 姜太白（广东江门市法院院长）
- 姜太强（西藏自治区政研室主任）
- 刘友夫（湖南省电力厅总经济师）
- 曾科军（芬兰科学院首席科学家）
- 陈国忠（长沙晚报记者）
- 谢福先（首都机场飞行大队长）

## 奖项荣誉
自从1994年至今，宁乡县第十高级中学多次获得长沙市和宁乡县颁发的奖状和荣誉称号。
2011年，宁乡县第十高级中学被长沙市评选为“市示范性高中”。